# Azencross

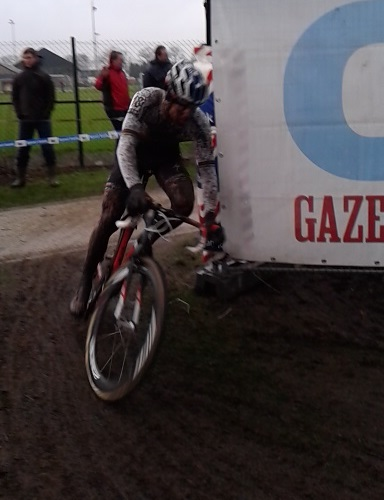
Zdeněk Štybar dans l'édition 2012

L'Azencross (en français : Cross des As) est une compétition de cyclo-cross belge disputée à Loenhout, dans la province d'Anvers. Sa première édition a lieu en 1984. Il comprend alors une course masculine pour les élites et une course masculine pour débutants et juniors. Celle-ci est scindée en 1991 en deux courses, l'une pour les débutants et l'autre pour les juniors. Une course masculine espoirs a été ajoutée en 1996, et une course féminine en 1998.
L'Azencross de Loenhout est une des compétitions du Trophée Gazet van Antwerpen, compétition devenue Trophée Banque Bpost à partir de 2012-2013, puis Trophée des AP Assurances en 2016-2017. Il a fait partie de la coupe du monde de cyclo-cross trois années de suite lors des saisons 1993-1994, 1994-1995 et 1995-1996.
Sous l'impulsion d'Helen Wyman, à l'occasion de l'édition 2019 la première course juniors féminines internationale est organisée. Elle est remportée par la néerlandaise Sofie van Rooijen. 
Aucune épreuve n'est organisée en 2020 en raison de la pandémie de Covid-19.

## Palmarès

### Hommes élites
| Année | Vainqueur            | Deuxième               | Troisième           |
| ----- | -------------------- | ---------------------- | ------------------- |
| 1984  | Roland Liboton       | Hennie Stamsnijder     | Alex Heremans       |
| 1985  | Roland Liboton       | Hennie Stamsnijder     | Bert Vermeire       |
| 1986  | Hennie Stamsnijder   | Ivan Messelis          | Ludo De Rey         |
| 1987  | Hennie Stamsnijder   | Huub Kools             | Henk Baars          |
| 1988  | Roland Liboton       | Ivan Messelis          | Hennie Stamsnijder  |
| 1989  | Danny De Bie         | Rein Groenendaal       | Pascal Van Riet     |
| 1990  | Danny De Bie         | Gustaaf Van Bouwel     | Wim Lambrechts      |
| 1991  | Danny De Bie         | Gustaaf Van Bouwel     | Radomír Šimůnek sr. |
| 1992  | Adrie van der Poel   | Peter Van Den Abeele   | Guy Van Dijck       |
| 1993  | Marc Janssens        | Adrie van der Poel     | Paul Herijgers      |
| 1994  | Radomír Šimůnek sr.  | Richard Groenendaal    | Daniele Pontoni     |
| 1995  | Paul Herijgers       | Richard Groenendaal    | Luca Bramati        |
| 1996  | Adrie van der Poel   | Richard Groenendaal    | Mario De Clercq     |
| 1997  | Adrie van der Poel   | Marc Janssens          | Paul Herijgers      |
| 1998  | Marc Janssens        | Adrie van der Poel     | Sven Nys            |
| 1999  | Richard Groenendaal  | Sven Nys               | Adrie van der Poel  |
| 2000  | Sven Nys             | Bart Wellens           | Erwin Vervecken     |
| 2001  | Erwin Vervecken      | Peter Van Santvliet    | Jiří Pospíšil       |
| 2002  | Sven Nys             | Richard Groenendaal    | Tom Vannoppen       |
| 2003  | Bart Wellens         | Sven Nys               | Ben Berden          |
| 2004  | Sven Nys             | Sven Vanthourenhout    | Erwin Vervecken     |
| 2005  | Sven Nys             | Enrico Franzoi         | Petr Dlask          |
| 2006  | Niels Albert         | Sven Nys               | Erwin Vervecken     |
| 2007  | Lars Boom            | Zdeněk Štybar          | Niels Albert        |
| 2008  | Zdeněk Štybar        | Sven Nys               | Radomír Šimůnek jr. |
| 2009  | Sven Nys             | Niels Albert           | Zdeněk Štybar       |
| 2010  | Niels Albert         | Sven Nys               | Zdeněk Štybar       |
| 2011  | Niels Albert         | Zdeněk Štybar          | Sven Nys            |
| 2012  | Niels Albert         | Zdeněk Štybar          | Kevin Pauwels       |
| 2013  | Sven Nys             | Rob Peeters            | Niels Albert        |
| 2014  | Wout van Aert        | Mathieu van der Poel   | Tom Meeusen         |
| 2015  | Tom Meeusen          | Tim Merlier            | Wout van Aert       |
| 2016  | Wout van Aert        | Tom Meeusen            | Kevin Pauwels       |
| 2017  | Mathieu van der Poel | Wout van Aert          | Toon Aerts          |
| 2018  | Mathieu van der Poel | Wout van Aert          | Toon Aerts          |
| 2019  | Mathieu van der Poel | Eli Iserbyt            | Corné van Kessel    |
| 2020  | non-organisé         | non-organisé           | non-organisé        |
| 2021  | Wout van Aert        | Michael Vanthourenhout | Toon Aerts          |
| 2022  | Wout van Aert        | Mathieu van der Poel   | Tom Pidcock         |
| 2023  | Mathieu van der Poel | Gianni Vermeersch      | Felipe Orts         |

### Femmes élites
| Année | Vainqueur            | Deuxième             | Troisième            |
| ----- | -------------------- | -------------------- | -------------------- |
| 1998  | Daphny van den Brand | Isla Rowntree        | Louise Robinson      |
| 1999  | Hanka Kupfernagel    | Daphny van den Brand | Inge Velthuis        |
| 2000  | Hanka Kupfernagel    | Louise Robinson      | Daphny van den Brand |
| 2001  | Daphny van den Brand | Hanka Kupfernagel    | Birgit Hollmann      |
| 2002  | Daphny van den Brand | Hilde Quintens       | Anja Nobus           |
| 2003  | Hanka Kupfernagel    | Daphny van den Brand | Hilde Quintens       |
| 2004  | Daphny van den Brand | Hanka Kupfernagel    | Sabine Spitz         |
| 2005  | Marianne Vos         | Daphny van den Brand | Mirjam Melchers      |
| 2006  | Hanka Kupfernagel    | Daphny van den Brand | Marianne Vos         |
| 2007  | Hanka Kupfernagel    | Mirjam Melchers      | Saskia Elemans       |
| 2008  | Daphny van den Brand | Katherine Compton    | Marianne Vos         |
| 2009  | Daphny van den Brand | Marianne Vos         | Sanne van Paassen    |
| 2010  | Marianne Vos         | Hanka Kupfernagel    | Daphny van den Brand |
| 2011  | Marianne Vos         | Daphny van den Brand | Sanne Cant           |
| 2012  | Sanne Cant           | Nikki Harris         | Kateřina Nash        |
| 2013  | Marianne Vos         | Katherine Compton    | Helen Wyman          |
| 2014  | Kateřina Nash        | Marianne Vos         | Ellen Van Loy        |
| 2015  | Sanne Cant           | Pavla Havlíková      | Ellen Van Loy        |
| 2016  | Sanne Cant           | Marianne Vos         | Thalita de Jong      |
| 2017  | Sanne Cant           | Lucinda Brand        | Katherine Compton    |
| 2018  | Lucinda Brand        | Sanne Cant           | Denise Betsema       |
| 2019  | Ceylin Alvarado      | Sanne Cant           | Annemarie Worst      |
| 2020  | non-organisé         | non-organisé         | non-organisé         |
| 2021  | Lucinda Brand        | Denise Betsema       | Shirin van Anrooij   |
| 2022  | Shirin van Anrooij   | Marie Schreiber      | Manon Bakker         |
| 2023  | Sanne Cant           | Kristýna Zemanová    | Manon Bakker         |

### Hommes espoirs
| Année | Vainqueur             | Deuxième            | Troisième           |
| ----- | --------------------- | ------------------- | ------------------- |
| 1996  | Sven Nys              | Bart Wellens        | Robby Pelgrims      |
| 1997  | Sven Nys              | Bart Wellens        | Kipcho Volckaerts   |
| 1998  | Bart Wellens          | Tom Vannoppen       | van den Bergh       |
| 1999  | Bart Wellens          | Tom Vannoppen       | Davy Commeyne       |
| 2000  | Davy Commeyne         | Tim Pauwels         | Bart Aernouts       |
| 2001  | Wim Jacobs            | Davy Commeyne       | Michael Baumgartner |
| 2002  | Enrico Franzoi        | Bart Aernouts       | Thijs Verhagen      |
| 2003  | Wesley Van Der Linden | Martin Zlámalík     | Vladimír Kyzivát    |
| 2004  | Kevin Pauwels         | Radomír Šimůnek jr. | Mariusz Gil         |
| 2005  | Niels Albert          | Zdeněk Štybar       | Eddy van IJzendoorn |
| 2006  | Dieter Vanthourenhout | Rob Peeters         | Philipp Walsleben   |
| 2007  | Boy van Poppel        | Paul Voss           | Thijs van Amerongen |
| 2008  | Vincent Baestaens     | Paweł Szczepaniak   | Marcel Meisen       |
| 2009  | Tom Meeusen           | Tijmen Eising       | Kacper Szczepaniak  |
| 2010  | Wietse Bosmans        | Vincent Baestaens   | Tijmen Eising       |
| 2011  | Wietse Bosmans        | David van der Poel  | Tijmen Eising       |
| 2012  | Corné van Kessel      | Wietse Bosmans      | Wout van Aert       |
| 2013  | Wout van Aert         | David van der Poel  | Tim Merlier         |
| 2014  | Laurens Sweeck        | Diether Sweeck      | Toon Aerts          |
| 2015  | Daan Hoeyberghs       | Quinten Hermans     | Daan Soete          |
| 2016  | Eli Iserbyt           | Thijs Aerts         | Nicolas Cleppe      |
| 2017  | Eli Iserbyt           | Tom Pidcock         | Yannick Peeters     |
| 2018  | Ben Turner            | Timo Kielich        | Loris Rouiller      |
| 2019  | Loris Rouiller        | Timo Kielich        | Thomas Mein         |
| 2020  | non-organisé          | non-organisé        | non-organisé        |
| 2021  | Thibau Nys            | Mees Hendrikx       | Emiel Verstrynge    |

### Hommes juniors
| Année | Vainqueur            | Deuxième            | Troisième        |
| ----- | -------------------- | ------------------- | ---------------- |
| 2002  | Lars Boom            | Sebastian Langeveld | Jaroslav Kulhavý |
| 2003  | Niels Albert         | Roman Kreuziger     | Petr Novotny     |
| 2004  | Tom Meeusen          | Rik van IJzendoorn  | Dennis Vanendert |
| 2005  | Boy van Poppel       | Róbert Gavenda      | Tom Meeusen      |
| 2006  | Jiří Polnický        | Peter Sagan         | Joeri Adams      |
| 2007  | Kacper Szczepaniak   | Lubomír Petruš      | Stef Boden       |
| 2008  | Dylan van Baarle     | Wietse Bosmans      | Gerry Druyts     |
| 2009  | David van der Poel   | Mike Teunissen      | Danny van Poppel |
| 2010  | Danny van Poppel     | Vojtěch Nipl        | Quentin Jauregui |
| 2011  | Mathieu van der Poel | Wout van Aert       | Martijn Budding  |
| 2012  | Mathieu van der Poel | Logan Owen          | Curtis White     |
| 2013  | Adam Ťoupalík        | Stijn Caluwé        | Roman Lehký      |
| 2014  | Roel van der Stegen  | Gage Hecht          | Lander Loockx    |
| 2015  | Thijs Wolsink        | Spencer Petrov      | Jari De Clercq   |
| 2016  | Toon Vandebosch      | Niels Vandeputte    | Timo Kielich     |
| 2017  | Ryan Cortjens        | Loris Rouiller      | Ryan Kamp        |
| 2018  | Ryan Cortjens        | Ben Tulett          | Lewis Askey      |
| 2019  | Tibor Del Grosso     | Twan van der Drift  | Ward Huybs       |
| 2020  | non-organisé         | non-organisé        | non-organisé     |
| 2021  | Kenay De Moyer       | Jack Spranger       | Kay De Bruyckere |
| 2022  | Senna Remijn         | Keije Solen         | Václav Ježek     |
| 2023  | Senn Bossaerts       | Ieben Jacobs        | Noah Shelton     |

### Femmes juniors
| Année | Vainqueur         | Deuxième        | Troisième     |
| ----- | ----------------- | --------------- | ------------- |
| 2018  | Sofie van Rooijen | Harriet Harnden | Blanka Vas    |
| 2019  | Lizzy Gunsalus    | Zoe Bäckstedt   | Fem van Empel |
| 2020  | non-organisé      | non-organisé    | non-organisé  |
| 2021  | Leonie Bentveld   | Vanda Dlasková  | Mirre Knaven  |